# باري دونيغان (سياسي)
باري دونيغان هو عازف قيثارة وسياسي أمريكي، ولد في 16 نوفمبر 1978.

## وصلات خارجية
- الموقع الرسمي